# Trędowata (film 1936)

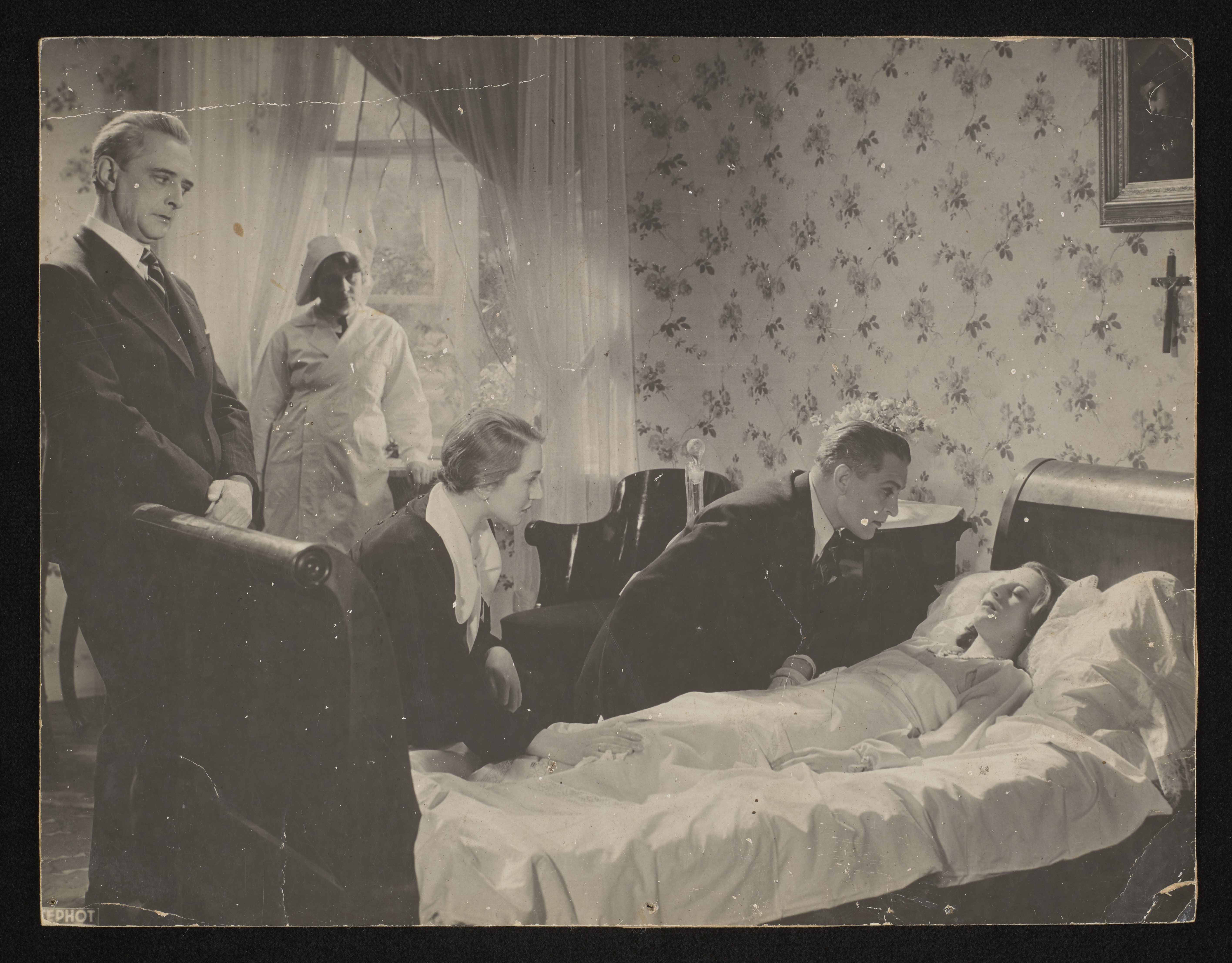
Elżbieta Barszczewska, Franciszek Brodniewicz, Alina Halska i Józef Węgrzyn w scenie z filmu

Trędowata – polski film fabularny z 1936 roku. Druga ekranizacja popularnej powieści Heleny Mniszkówny, pierwsza w wersji dźwiękowej. Kontynuacją był film Ordynat Michorowski.

## Obsada
- Elżbieta Barszczewska – Stefcia Rudecka
- Mieczysława Ćwiklińska – baronowa Idalia Elzonowska
- Stanisława Wysocka – księżna Ksawera Podhorecka
- Tamara Wiszniewska – Lucia, córka Elzonowskiej
- Zofia Lindorfówna – hrabianka Rita
- Irena Malkiewicz – Melania, córka hrabiego Barskiego
- Wanda Jarszewska – hrabina Ćwilecka
- Alina Halska – Rudecka
- Maria Bożejewiczówna – córka Ćwileckiej
- Franciszek Brodniewicz – Waldemar Michorowski
- Kazimierz Junosza-Stępowski – hrabia Maciej Michorowski
- Wacław Pawłowski – dorobkiewicz Prątnicki
- Józef Węgrzyn – Rudecki[a]
- Władysław Grabowski – hrabia Treska
- Zygmunt Chmielewski – hrabia Barski
- Irena Malkiewicz-Domańska - córka hrabiego Barskiego
- Ludwik Fritsche – kamerdyner
- Józef Zejdowski – doktor
- Kazimierz Opaliński
- Helena Zarembina - dama na balu